# BNP Paribas Real Estate Deutschland
BNP Paribas Real Estate Deutschland ist ein internationaler Immobiliendienstleister mit Sitz in Düsseldorf.

Die Immobiliensparte des Mutterunternehmens BNP Paribas ist in 30 Ländern präsent und liefert mit rund 5.300 Mitarbeitenden an eigenen Standorten sowie mit Allianzpartnern lokalen Service. In Deutschland beschäftigt BNP Paribas Real Estate 800 Mitarbeitende an 11 Standorten und ist in den Geschäftsbereichen Transaction, Consulting, Valuation, Property Management, Investment Management und Property Development aktiv.

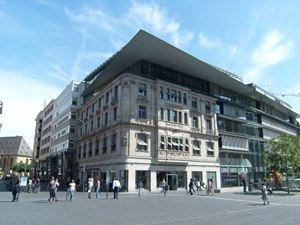
Goetheplatz 4 in Frankfurt am Main, Sitz der Geschäftsführung

## Geschichte

### International
Die europäische Immobiliengruppe ATIS REAL mit den Mitgliedern Müller International (Deutschland), Auguste-Thouard (Frankreich, Spanien, Benelux) und Weatheralls (Großbritannien) wurde 2001 unter der Koordination des französischen Gesellschafters Vendôme Rome gegründet. Nachdem BNP Paribas ATIS REAL zu 100 % im Jahr 2004 übernommen hatte, firmierte das Unternehmen 2009 weltweit in BNP Paribas Real Estate um.

### Deutschland
BNP Paribas Real Estate Deutschland wurde 1958 von Karl-Heinrich Müller unter dem Namen Industrie Immobilien Müller gegründet. In den folgenden Jahren wurden weitere Tochtergesellschaften etabliert bzw. Vorgängergesellschaften wie Müller Consult GmbH in BNP Paribas Real Estate Consult GmbH umfirmiert. Heute firmieren die weiteren Gesellschaften als BNP Paribas Real Estate GmbH, BNP Paribas Real Estate Holding GmbH und BNP Paribas Real Estate Property Management GmbH.

## Geschäftsbereiche

### Transaction – Vermietung und Verkauf von Gewerbeimmobilien
Die Vermietung von Büro-, Industrie- und Einzelhandelsflächen sowie deren Verkauf an institutionelle Investoren und Privatanleger sind das Kerngeschäft der BNP Paribas Real Estate GmbH. Im Jahr 2022 vermietete der Immobilienberater rund 1,437 Millionen Quadratmeter Gewerbefläche und veräußerte Objekte im Wert von 9,2 Milliarden Euro.

### Consulting – Analyse und Beratung
Die BNP Paribas Real Estate Consult GmbH berät nationale und internationale Investoren, Projektentwickler und Großunternehmen bei der Entwicklung und Optimierung ihrer Immobilien sowie bei An- und Verkaufsentscheidungen. Zum Leistungsportfolio zählen Standort- und Marktanalysen, Konzeptentwicklungen sowie Portfoliobewertungen und Portfolioaufbereitungen.

### Valuation – Bewertung
Der Bereich Valuation Services bietet Wertermittlungen und Due-Diligence-Untersuchungen nach nationalen und internationalen Standards, inklusive Beleihungswertermittlungen. Das Bewertungsvolumen betrug 73,7 Milliarden Euro im Jahr 2022.

### Property Management – Gebäudeverwaltung
Bei der BNP Paribas Real Estate Property Management GmbH betreuen deutschlandweit rund 208 Mitarbeitende derzeit 449 Gewerbeobjekte mit einer Fläche von 6,8 Millionen Quadratmetern. Das Dienstleistungspaket umfasst kaufmännisches und technisches Management, die Koordination und Steuerung technischer und infrastruktureller Facility Management-Leistungen sowie Quartiers- und Shoppingcenter-Management.

### Investment Management – Vermögensverwaltung
Die BNP Paribas Real Estate Investment Management Germany GmbH bietet ein umfangreiches Angebot an Investmentprodukten, die mehrere Assetklassen und europäische Märkte abdecken. Neben Fonds nach deutschem Investmentgesetz werden Luxemburger Anlagevehikel wie SICAV-FIS angeboten.

### Integrierte Leistungen
BNP Paribas Real Estate bietet außerdem verschiedene bereichsübergreifende Leistungen:
- Corporate Services – langfristige Betreuung von Großkunden durch einen Key-Account-Manager
- Document Management Solutions – Lösungen zur einmaligen Erstellung von Transaktionsdatenräumen oder zur permanenten Implementierung von digitalen Dokumenten-Management-Systemen
- Retail Client Solutions – richtet sich an Einzelhandelsunternehmen und Filialisten mit Expansionsplänen und vermittelt ihnen Handelsimmobilien
- Project Solutions – Dienstleistungen für die Planung und Gestaltung von Nutzflächen in Immobilien über die Projektorganisation bis hin zur Umzugsorganisation reicht
- Industrial Development Solutions – Beratung bei Neubauten von Logistik- und Produktionsimmobilien von Planung bis Fertigstellung
- Data Center Solutions – Standortsuche sowie Beratung bei An- und Verkauf oder die Anmietung voll ausgestatteter Data Center in ganz Europa
- Retail Solutions – Vermarktung von Einzelhandelsimmobilien wie Shopping-Centern sowie Kauf- und Warenhäusern
- Redevelopment Solutions – Revitalisierungsstrategien für den Immobilienbestand
- Green Building Solutions – Beratung zu Nachhaltigkeit von Immobilien
- Tenant Representation – Mieterberatung u. a. bei der Auswahl neuer Flächen und dem Verhandeln von Mietverträgen
- Investor & Asset Advisory – Beratung von Eigentümern bei Leerstandsabbau und Vermietung, Modernisierung der Immobilienbestände und Wertentwicklung.